# Nephrotoma solomonis
Nephrotoma solomonis är en tvåvingeart. Nephrotoma solomonis ingår i släktet Nephrotoma och familjen storharkrankar.

## Underarter
Arten delas in i följande underarter:
- N. s. guadalcanarana
- N. s. malaitana
- N. s. solomonis